# Grand Prix Jef Scherens 1970
La 7e édition du Grand Prix Jef Scherens a eu lieu le 20 septembre 1970. Elle a été remportée par le Belge Frans Verbeeck.

## Classement final
Frans Verbeeck remporte la course en parcourant les 205 km en 5 h 22 min 0 s à la vitesse moyenne de 38,198 km/h.
| Classement final | Classement final      | Classement final | Classement final         | Classement final  |
|                  | Coureur               | Pays             | Équipe                   | Temps             |
| ---------------- | --------------------- | ---------------- | ------------------------ | ----------------- |
| 1er              | Frans Verbeeck        | Belgique         | Geens-Watney-Diamant     | en 5 h 22 min 0 s |
| 2e               | Raf Hooyberghs        | Belgique         | Geens-Watney-Diamant     |                   |
| 3e               | Jozef Abelshausen     | Belgique         | Geens-Watney-Diamant     | + 30 s            |
| 4e               | Alfons De Bal         | Belgique         | Geens-Watney-Diamant     |                   |
| 5e               | Maurice Eyers         | Belgique         | Geens-Watney-Diamant     |                   |
| 6e               | Etienne Sonck         | Belgique         | Hertekamp-Magniflex-Novy |                   |
| 7e               | Fernand Van Rijmenant | Belgique         | Geens-Watney-Diamant     |                   |
| 8e               | Willy Van den Eynde   | Belgique         | Geens-Watney-Diamant     |                   |
| 9e               | Giovanni Jiménez      | Colombie         | Goldor-Frijns-Elve       |                   |
| 10e              | Roger Kindt           | Belgique         | Faema-Faemino            |                   |
| modifier         |                       |                  |                          |                   |